# Pavonia hirticalyx
Pavonia hirticalyx är en malvaväxtart som beskrevs av P.A. Fryxell. Pavonia hirticalyx ingår i släktet påfågelsmalvor, och familjen malvaväxter. Inga underarter finns listade i Catalogue of Life.